# Progressione della migliore prestazione mondiale della marcia 10 km femminile
La voce seguente illustra la progressione della migliore prestazione mondiale della marcia 10 km femminile di atletica leggera.
Non essendo una specialità ufficialmente ratificata dalla World Athletics, non prevede record mondiali ma migliori prestazioni mondiali.

## Progressione
| Tempo  | Atleta            | Nazione          | Luogo                   | Data              | Note  |
| ------ | ----------------- | ---------------- | ----------------------- | ----------------- | ----- |
| 58'14" | Albertine Regel   | Francia          | Parigi, Francia         | 11 novembre 1926  |       |
| 56'26" | Margit Lindström  | Svezia           | Stoccolma, Svezia       | 7 ottobre 1934    |       |
| 53'17" | Sandrah Holm      | Svezia           | Uppsala, Svezia         | 19 maggio 1935    |       |
| 52'56" | Birgit Frisk      | Svezia           | Almunge, Svezia         | 21 giugno 1942    |       |
| 51'32" | May Holmén        | Svezia           | Mariestad, Svezia       | 9 agosto 1942     |       |
| 51'11" | Stina Lindberg    | Svezia           | Gävle, Svezia           | 23 agosto 1942    |       |
| 51'01" | Margareta Simu    | Svezia           | Äppelbo, Svezia         | 24 giugno 1972    |       |
| 49'04" | Margareta Simu    | Svezia           | Äppelbo, Svezia         | 22 giugno 1975    |       |
| 48'53" | Margareta Simu    | Svezia           | Äppelbo, Svezia         | 25 giugno 1978    |       |
| 48'40" | Thorill Gylder    | Norvegia         | Bergen, Norvegia        | 16 settembre 1978 |       |
| 47'24" | Thorill Gylder    | Norvegia         | Våler, Norvegia         | 15 settembre 1979 |       |
| 46'28" | Sue Cook          | Australia        | Moss, Norvegia          | 11 maggio 1980    |       |
| 45'38" | Sally Pierson     | Australia        | Melbourne, Australia    | 8 maggio 1982     |       |
| 45'32" | Sue Cook          | Australia        | Canberra, Australia     | 10 giugno 1982    |       |
| 45'14" | Young Juxu        | Cina             | Bergen, Norvegia        | 24 settembre 1983 |       |
| 44'52" | Ol'ga Krištop     | Unione Sovietica | Penza, Unione Sovietica | 5 agosto 1984     |       |
| 44'14" | Yan Hong          | Cina             | Ji'an, Cina             | 16 marzo 1985     |       |
| 43'22" | Ol'ga Krištop     | Unione Sovietica | New York, Stati Uniti   | 3 maggio 1987     |       |
| 42'52" | Kerry Saxby-Junna | Australia        | Melbourne, Australia    | 4 maggio 1987     |       |
| 41'30" | Kerry Saxby-Junna | Australia        | Canberra, Australia     | 27 agosto 1988    |       |
| 41'29" | Larisa Ramazanova | Russia           | Iževsk, Russia          | 4 giugno 1995     |       |
| 41'04" | Elena Nikolaeva   | Russia           | Soči, Russia            | 20 aprile 1996    | [ 1 ] |